# Duško Dukić
Duško Dukić (in serbo Душко Дукић?; Zara, 21 giugno 1986) è un ex calciatore serbo, di ruolo difensore.